# Стефан Ћирић
Стефан Ћирић (Зајечар, 30. март 1991) је српски рукометаш, висок 188 цм и тежак 91 кг. Тренутно наступа за РК Црвена звезда. Игра на позицији средњег бека и бивши је јуниорски репрезентативац. Каријеру је започео у родном Зајечару.